# Maianthemum yesoense
Maianthemum yesoense là một loài thực vật có hoa trong họ Măng tây. Loài này được (Franch. & Sav.) LaFrankie mô tả khoa học đầu tiên năm 1986.